# Козлово (Новосибірська область)
Козлово (рос. Козлово) — присілок у Коченевському районі Новосибірської області Російської Федерації.
Входить до складу муніципального утворення Цілинна сільрада. Населення становить 163 особи (2010).

## Історія
Згідно із законом від 2 червня 2004 року органом місцевого самоврядування є Цілинна сільрада.

## Населення
| 2002 | 2007 | 2010 |
| ---- | ---- | ---- |
| 253  | ↘244 | ↘163 |